# Gârbou, Sălaj
Gârbou (în maghiară Csákigorbó, în germană Gorbau) este satul de reședință al comunei cu același nume din județul Sălaj, Transilvania, România.

## Istorie
În vatra satului Gârbou au fost descoperite vestigiile unei așezări romane fortificate, probabil un castru roman, fortificații ce au stat la baza construirii unei cetăți medievale. Prima atestare documentară a localității provine din anul 1366, când satul apare sub numele de Gorbo. În anul 1766 a fost înălțat castelul familiei Haller. Castelul a fost atacat în 1785 de moșierul vecin Miklós Wesselényi care pentru aceasta a fost întemnițat timp de patru ani în cetatea Kufstein. În anul 1878 devine centru administrativ al plasei cu același nume, având judecătorie, bancă și alte instituții. La începutul secolului al XX-lea, Gârboul a devenit un centru al intelectualității și al culturii românești din împrejurimi. Aici se întâlneau anual intelectuali din toată vecinătatea și se jucau piese de teatru românești puse în scenă de către învățători.

## Învățământ
În localitate funcționează Școala Gimnazială Nr. 1 și Grădinița cu Program Normal. Școala Gimnazială Nr. 1 are în subordine școlile din satele învecinate Călacea și Popteleac, ambele funcționând ca unități de învățământ primar. Biblioteca Publică a fost înființată în 1961 și continuă activitatea Bibliotecii Căminului Cultural fondată în 1951. În 2014, colecția bibliotecii însuma 6.490 de volume.

## Clădiri istorice
- Castelul Haller, ansamblu arhitectonic în stil baroc din care astăzi mai supraviețuiesc poarta de intrare, fântâna franceză și capela
- Judecătoria (astăzi Școala Gimnazială Nr. 1), construită în 1906

## Personalități
- Zoltán Vadász (1926–1989), actor
- Ion Aluaș (1927–1994), sociolog